# Історія України: бібліографічний покажчик

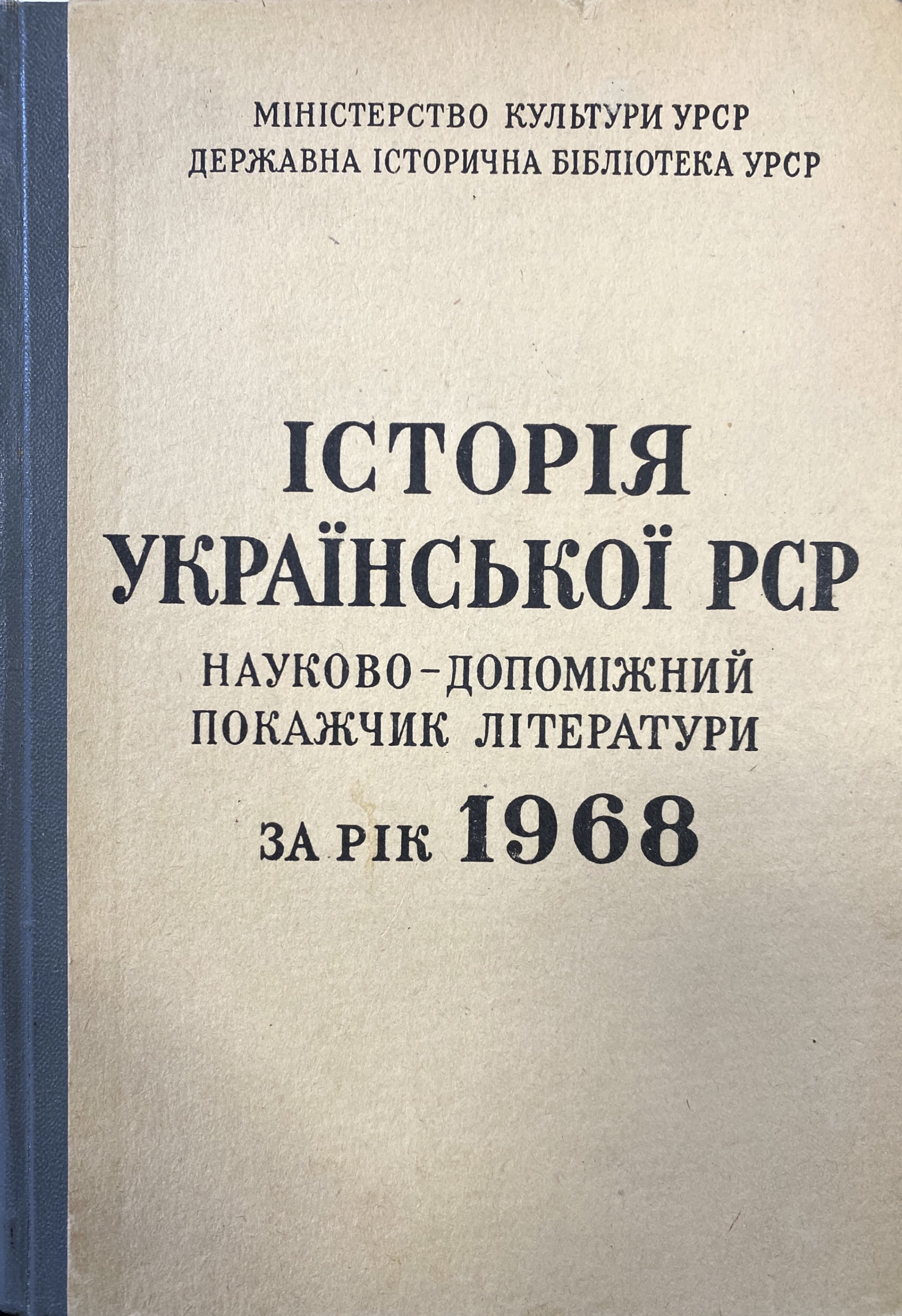
Обкладинка першого бібліографічного покажчика "Історія України" за 1968 рік

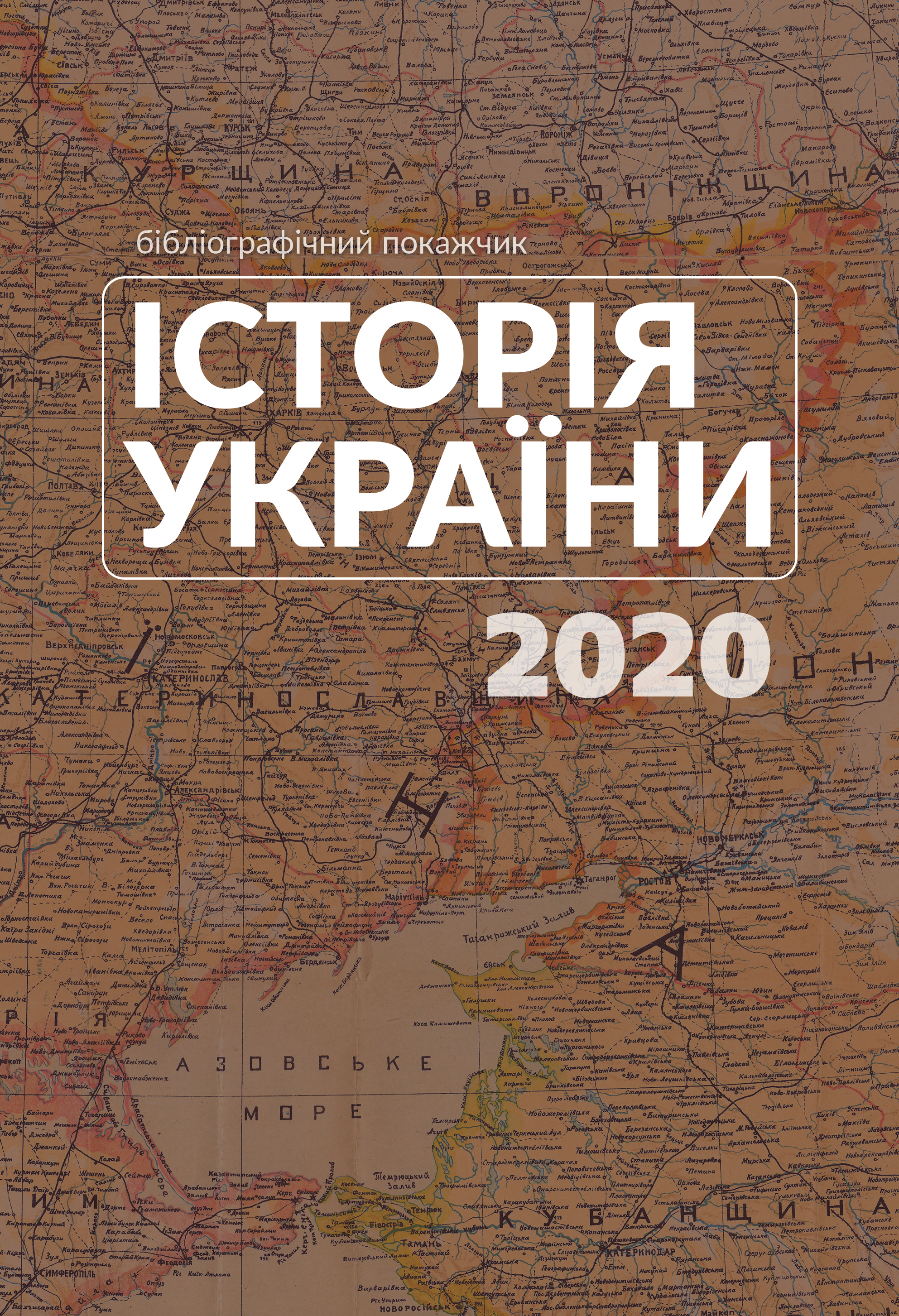
Поточний дизайн обкладинки бібліографічного покажчика «Історія України»

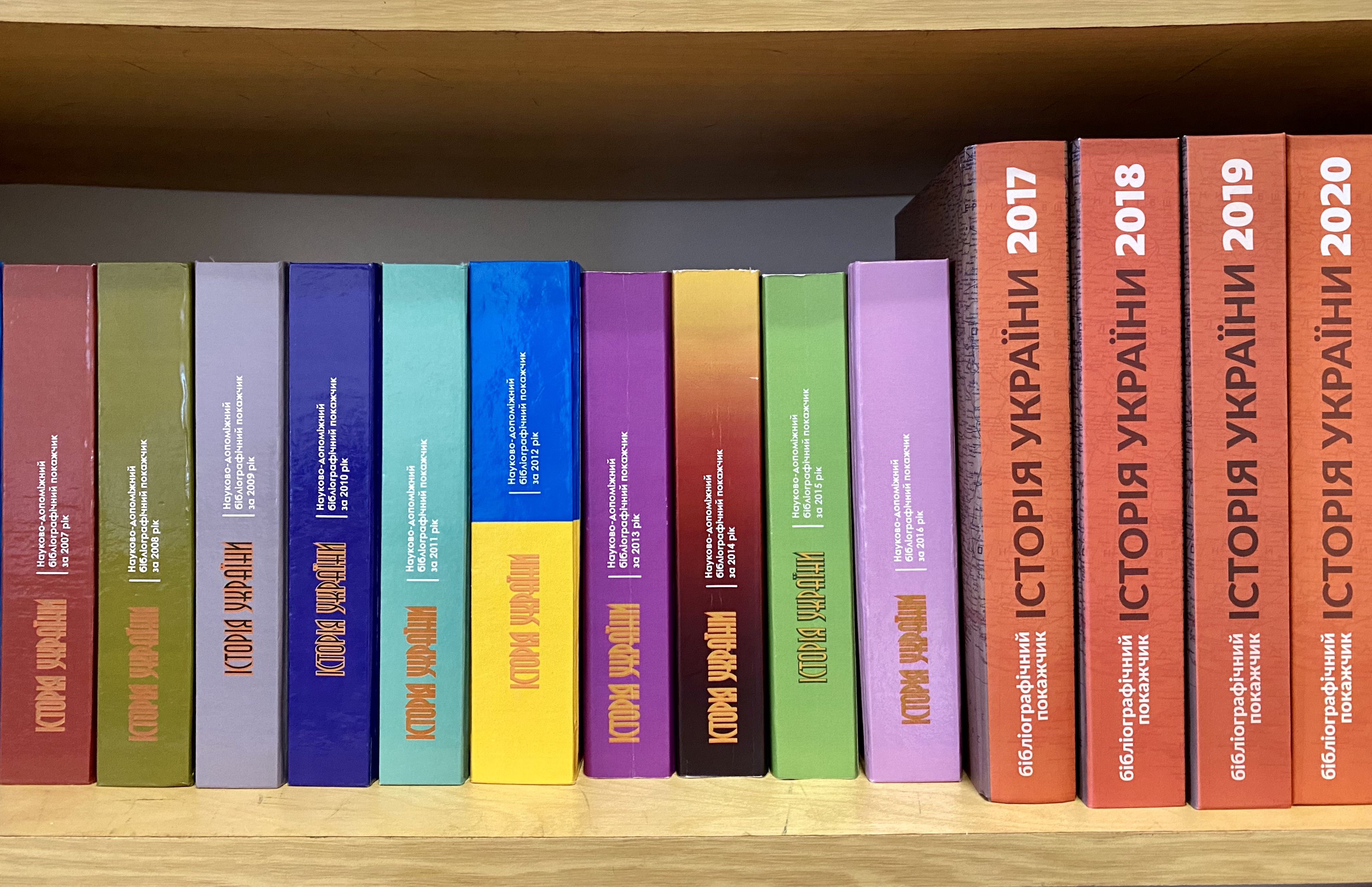
Серія покажчиків "Історія України"

«Істо́рія Украї́ни» – бібліографічний покажчик, видається щорічно українською мовою, містить інформацію українознавчого історичного змісту з друкованих джерел та електронних ресурсів. Започаткований Державною історичною бібліотекою України у 1968 році. Наразі підготовлено 53 випуски. Загальна кількість бібліографічних записів кожного випуску налічує у середньому 4500 позицій. З 1996 року, окрім друкованого, публікується і в електронному форматі.

## Історія
Робота по створенню серії покажчиків «Історія України» розпочалась у 1968 році. Авторами першого випуску були Н. С. Селівачова, Н. М. Уманська, В. І. Грицаєнко, О. С. Івченко, В. Є. Черкасова. Серед укладачів, які зробили внесок у підготовку наступних випусків були А. В. Пилипенко, А. М. Комська, Л. Ю. Ястремська, І. В. Бутовська.
Науковий супровід видання у різні роки надавали співробітники Інституту історії України НАН України Віталій Сарбей, Ігор Слабєєв, Лариса Нагорна, Станіслав Кульчицький, Олександр Данильченко, Олександр Головко, Лариса Шевченко, Василь Боєчко, Геннадій Боряк. Вченими Інституту історії України НАН України була розроблена схема систематизації бібліографічного матеріалу покажчика.
Випуски за 1992 і 1993 роки вийшли як спільний продукт Національної історичної бібліотеки України, Інституту українознавства ім. Івана  Крип’якевича НАН України і Міжнародної асоціації україністів, завдяки технічній і фінансовій допомозі Фонду кафедр українознавства Гарвардського університету. Покажчик за 1993 рік був доповнений виданнями польською, англійською, німецькою, французькою, китайською мовами. Редактором цих покажчиків виступив академік Ярослав Ісаєвич.
Бібліографічні покажчики за 1994 і 1995 роки виходили щоквартально. З 1996 року покажчики видаються щорічно.
У ювілейному 50-му випуску покажчика «Історія України. 2017» [Архівовано 31 січня 2022 у Wayback Machine.] представлено модернізований варіант схеми систематизації матеріалу, що відповідає сучасному стану історичної науки. Змінено формат видання і обкладинку, в оформленні використано карту України за 1918 рік, яка зберігається в бібліотеці Українського центру ім. Івана Франка (м. Річмонд, Канада; https://ivanfranko.ca/ ).
Бібліографічний покажчик «Історія України. 2019» [Архівовано 31 січня 2022 у Wayback Machine.] має додаток «Епідемії в Україні: сторінки історії» [Архівовано 1 лютого 2022 у Wayback Machine.].

## Наповнення і структура
Покажчик містить бібліографічні описи наукових друкованих документів та електронних ресурсів українознавчого історичного змісту.
Схема систематизації бібліографічного матеріалу щорічника відображає вітчизняну історію від найдавніших часів до сьогодення. Зібрані документи висвітлюють соціально-економічні, суспільно-політичні питання, міжнародні відносини, наукове, культурне та релігійне життя, розвиток історичного краєзнавства.
Матеріал згруповано у шістнадцяти тематичних розділах:
| І.    | Історична наука в Україні |
| ІІ.   | Загальні питання історії України                                                                                                |
| III.  | Доісторична та ранньоісторична доба (до IX ст. н.е.)                                                                            |
| IV.   | Давньоруська держава та народи степу. Політична дезінтеграція Русі та формування сталих південноруських князівств (IX–XIII ст.) |
| V.    | Україна в XIV – середині XVII ст.                                                                                               |
| VI.   | Україна в другій половині XVII – XVIII ст.                                                                                      |
| VII.  | Україна в першій половині XIX ст.                                                                                               |
| VIII. | Україна в другій половині XIX ст.                                                                                               |
| IX.   | Україна на початку XX ст. (1900–1917 роки)                                                                                      |
| Х.    | Українська революція 1917–1921 років                                                                                            |
| XI.   | Україна в 1921–1939 роках |
| XII.  | Україна в період Другої світової війни (1939–1945 роки)                                                                         |
| XIII. | Україна в другій половині 40-х – першій половині 50-х років XX ст.                                                              |
| XIV.  | Україна в другій половині 50-х – першій половині 80-х років XX ст.                                                              |
| XV.   | Розпад СРСР. Україна в 1985–1991 роках                                                                                          |
| XVI.  | Україна – незалежна держава |
|       | Автореферати дисертацій |

Перший розділ, окрім загальних праць з історіографії та джерелознавства історії України, містить документи про пам’ятки історії та культури, їх охорону та реституцію. У другому – зібрано літературу про історію військової справи, українську діаспору і політичну еміграцію. П’ятий розділ містить підрозділи: «Проблеми етногенезу і націогенезу», «Українське козацтво», «Українська національна революція середини XVII ст.». Десятий розділ включає джерела про політичні партії та рухи, діяльність Української Центральної Ради, Української держави гетьмана Павла Скоропадського, Директорії УНР, ЗУНР. В одинадцятому — згруповано документи про формування тоталітарної системи, репресії 20–30-х років, голод 1921–1923 років та Голодомор 1932–1933 років. У рубриках дванадцятого розділу йдеться про «возз’єднання» західноукраїнських земель з УРСР, геноцид і Голокост населення України під час нацистської окупації. Останній розділ «Україна – незалежна держава» містить підрозділи «Євромайдан. Революція Гідності. 2013–2014 роки» та «Збройна агресія Росії проти України (з 2014 року –)» із рубриками «Окупація Криму», «Війна на Донбасі», «Суспільство на війні. Проблеми націєтворення».
Довідково-пошуковий апарат видання включає іменний, географічний покажчики, список переглянутих і опрацьованих джерел.
У 2009 році розпочато формування бази даних «Історія України 2008–…» [Архівовано 31 січня 2022 у Wayback Machine.] (станом на 1 січня 2022 року містить понад 62000 бібліографічних записів), яка стала складовою довідкового апарату НІБУ.
Поточні випуски покажчика оприлюднюються на вебсайті НІБУ у повнотекстовому вигляді та долучаються як нові сегменти до ретроспективного електронного ресурсу.
Електронна версія покажчика «Історія України» за 1996–2020 роки представлена на вебсайті НІБУ.

## Промоція
Відбулись презентації ювілейних видань – 25-го за 1992 рік, 40-го за 2007 рік та 50-го за 2017 рік. Посібники демонструвались на другій Київській міжнародній книжковій виставці-ярмарку (2006 рік), Міжнародній конференції «Бібліотеки та інформаційні ресурси у сучасному світі науки, культури, освіти і бізнесу» (2006 рік), Ярмарку інноваційних бібліотечних послуг та електронного врядування (2011 рік). У 2019 році проводились презентації для студентів історичних факультетів Київського національного університету ім. Тараса Шевченка, Національного університету «Києво-Могилянська академія», Національного педагогічного університету ім. М. П. Драгоманова, Київського університету ім. Бориса Грінченка, Таврійського національного університету ім. Володимира Вернадського. Щорічно здійснюється електронна розсилка повнотекстових версій покажчика у бібліотеки, вищі навчальні заклади, інститути Академії наук України, державні установи.
Видання відоме у наукових колах української діаспори та закордонних інституцій, знаходиться у бібліотеках Польщі, Литви, США, Канади, Німеччини, Великої Британії, представлялось на виставках українсько-американського благодійного фонду «Сейбр-Світло».
До ювілейної річниці проголошення незалежної України підготовлено тематичний покажчик «30 років Незалежності України: наукове осмислення. Бібліографія» [Архівовано 31 січня 2022 у Wayback Machine.], який є органічною складовою проєкту з підготовки щорічників «Історія України».